# Пасіла
Пасіла (фін. Pasila[ˈpɑsilɑ]; швед. Böle [ˈbøːle]) — центрально-північний район Гельсінкі, Фінляндія, що межує з районами Альпіла на півдні, Центральним парком на заході, і Валліла на сході.
Пасіла є великим транспортним вузлом. У його центрі знаходиться залізнична станція Пасіла, друга за завантаженістю станція у Фінляндії. Станція обслуговує близько 130 000 людей на день через 900 поїздів, 400 трамваїв і 850 автобусів. 

## Центральна Пасіла

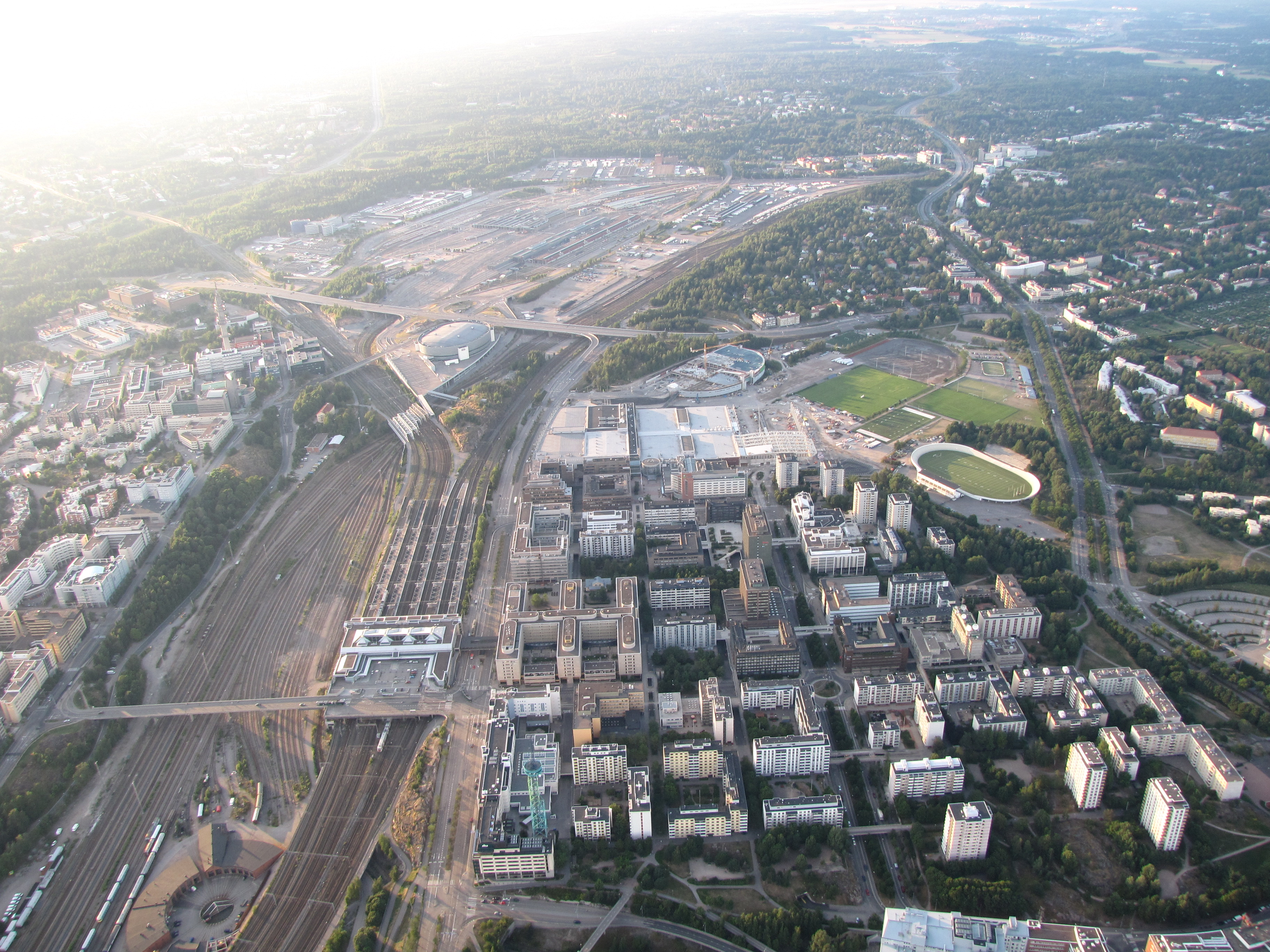
На аерофотознімку 2010 року добре видно колишню сортувальну станцію, яка розділяє райони. Будівлю вокзалу 1990-х років біля мосту пізніше знесли, а на її місці побудували сьогоднішній комплекс «Тріпла»

Східна та західна частини Пасіли були раніше розділені великою залізничною сортувальною станцією, на місці якої споруджено Центральну Пасілу (фін. Keski-Pasila), починаючи з 2014 року. 

У Центральній Пасілі зараз розташовані спортивний та музичний центр Helsinki Halli та Тріпла, що містить готель із приблизно 430 номерами, 50 000 м² офісних приміщень 

(що містить штаб-квартиру телекомунікаційного оператора Telia Finland
), близько 400 житлових квартир 

і найбільший комерційний центр у скандинавських країнах з 250 крамницями. 

Біля Тріпла планується кілька хмарочосів Тригоні, найвищий з яких, висотою близько 180 м, з верхньої частини будівлі, буде видно за гарної погоди аж до узбережжя Естонії. 

## Захід
Західна Пасіла (фін. Länsi-Pasila) була побудована в 1980-х роках. 
Це переважно житловий район із приблизно 4500 жителями. 
Житлові будинки у Західній Пасілі обкладені червоною цеглою. 
Фінська національна телерадіокомпанія Yle, а також комерційна MTV3 мають свої офіси у північній частині району. 

Головний поліцейський відділок Гельсінкі також розташований у Західній Пасілі.
До 1970-х років Пасіла була місцем напівзруйнованих дерев’яних будинків і була відома дешевою орендою та злочинністю. 

Тоді він був відомий просто як Дерев'яна Пасіла (фін. Puu-Pasila). 
Сьогодні залишилося лише кілька старих дерев’яних споруд.

## Схід
Східна Пасіла (фін. Itä-Pasila) — багатофункціональний район офісів, квартир і комерційних приміщень, побудований у 1970-х і 1980-х роках. 

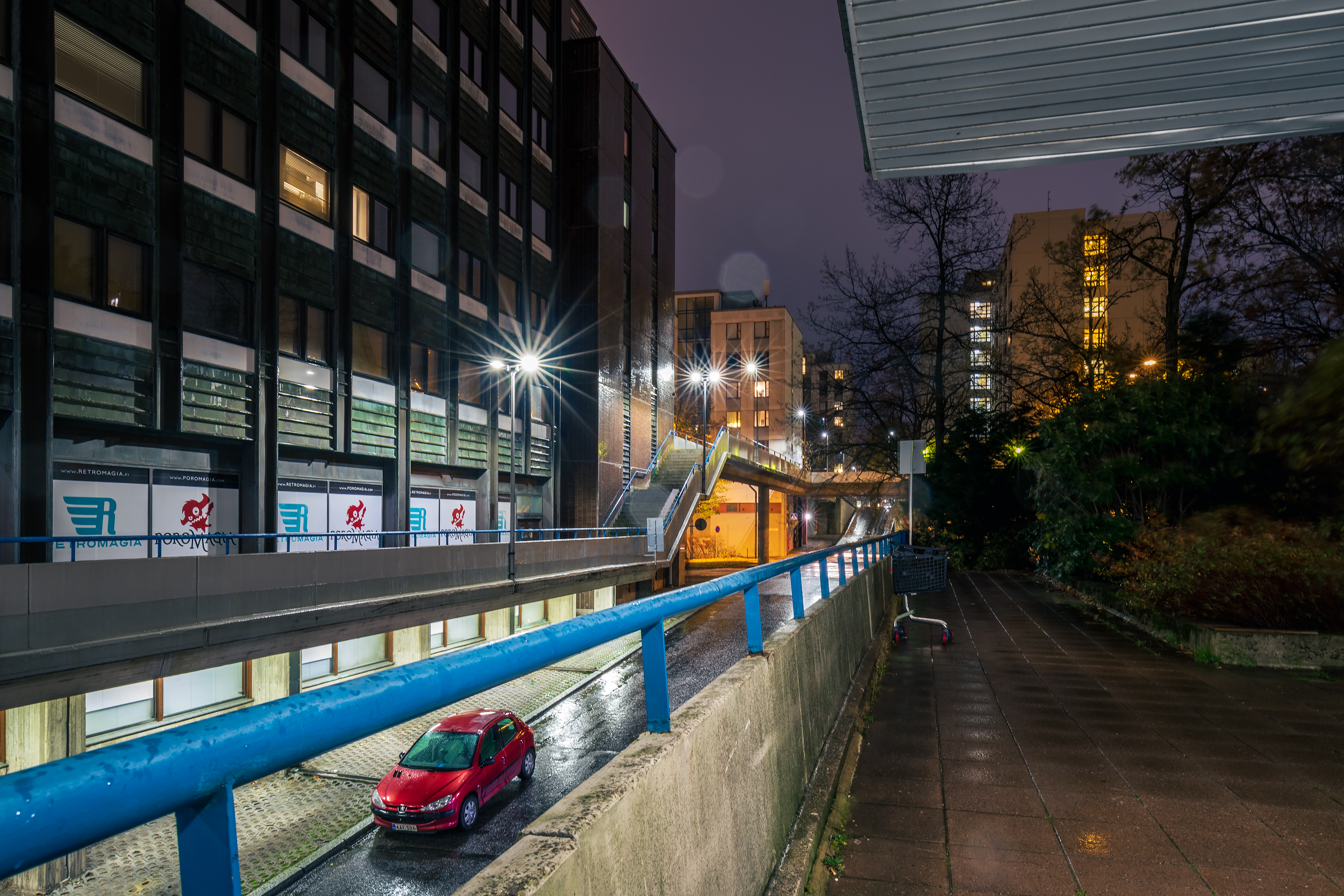
Східна Пасіла, відома своєю бруталістською архітектурою, була побудована у 1970-1980-х роках.

З точки зору міського планування, найвиразнішою особливістю району є його зручний для пішоходів дизайн, заснований на підвищеному, лише для пішоходів подіумі, який з’єднується з усіма будівлями. 
Генеральне планування території здійснювалося під керівництвом Рейо Джалліноджа на основі його дипломної роботи 1967 року. 

У цьому районі проживає близько 5000 жителів і є 11 000 робочих місць. 
До відомих закладів належать Гельсінський бізнес-коледж, Університет прикладних наук Гаага-Гелія, Гельсінська міська театральна компанія 

головна бібліотека міста та найбільший у Фінляндії конференц-центр Мессукескус-Гельсінкі. 

Цей район є телекомунікаційним та медіа-центром національного значення зі штаб-квартирою телекомунікаційного оператора Elisa Oyj

та основною присутністю телекомунікаційного оператора DNA Oyj, якому також належать телестудії в будівлі Асемапяллікенгові, під орудою «Streamteam Nordic». 

Цей район є домом для найжвавішої стріт-арт сцени Гельсінкі, а також «Helsinki Urban Art center», міжнародного центру вуличного мистецтва у Фінляндії. 

## Північ
Північна Пасіла (фін. Pohjois-Pasila) відома головним чином залізничною станцією Ільмала та житловим районом 2010-х років під назвою Постіпуїсто.